# Timothy Dalton
Timothy Dalton (IPA: [ˈdɔːltən]), nato Timothy Leonard Dalton Leggett (Colwyn Bay, 21 marzo 1946) è un attore britannico.
È stato il quarto interprete cinematografico del noto personaggio di James Bond, solo nei due film 007 - Zona pericolo (1987) e 007 - Vendetta privata (1989).

## Biografia
Timothy Dalton è nato a Colwyn Bay, nell'allora Denbighshire (nel Galles), figlio di Peter Dalton Leggett, un manager di un'agenzia pubblicitaria inglese, in passato Ufficiale con il grado di Capitano della Special Operations Executive durante la seconda guerra mondiale, e di Dorothy Scholes, una casalinga statunitense di origini irlandesi ed italiane. Cresciuto a Belper, nel Derbyshire (in Inghilterra), in giovane età si iscrive alla Royal Academy of Dramatic Art e matura una forte esperienza teatrale in tour con la compagnia della scuola; lasciata però l'Accademia, si unisce alla compagnia del Repertory di Birmingham, per poi lavorare in televisione alla BBC, dove debutta nel 1968. Nel 1971, dopo parecchie pellicole, abbandona temporaneamente la televisione per darsi al teatro, con la Royal Shakespeare Company, e a parte una breve parentesi nel 1975, rimane attivo solo nel teatro fino al 1978, anno in cui debutta nel cinema americano, sebbene continui a lavorare per la televisione.
Nel 1980 interpreta il principe Barin in Flash Gordon, ma la parte che lo rende noto è quella di James Bond, che interpreta, dopo l'abbandono definitivo di Roger Moore, per due volte: 007 - Zona pericolo (1987) e 007 - Vendetta privata (1989). Lo stesso ruolo è da lui parodiato nel 2003 nel film Looney Tunes: Back in Action, attraverso la figura di Damien Drake. Sempre negli anni ottanta comincia una relazione con Vanessa Redgrave che durerà una quindicina d'anni.
Dopo alcuni disaccordi con la EON anche a causa della battaglia legale sui diritti del film che porta a continui rinvii, rinuncia a vestire i panni del più famoso agente segreto al servizio di Sua Maestà per un terzo episodio della serie. Torna a far parlare di sé nel 1994 quando è scelto come protagonista per il seguito di Via col vento nella serie per la televisione intitolata Rossella. Tra il 2010 e il 2011 prende parte alla quarta stagione della serie televisiva Chuck, nel ruolo di Alexei Volkoff. Nel 2010 interpreta anche il ruolo dell'ispettore capo Jones nel film di Florian Henckel von Donnersmarck, The Tourist. Nel 2014 entra a far parte del cast della serie televisiva Penny Dreadful.

## Vita privata
Ebbe da giovane una relazione con la reporter Kate Adie e, tra il 1971 e il 1986, con l'attrice inglese Vanessa Redgrave (con la quale comparve nel film del 1971 Maria Stuarda, regina di Scozia e nel film del 1979 Agatha). Ebbe poi una breve relazione con l'attrice Stefanie Powers e successivamente con Whoopi Goldberg.
Negli anni '90 ebbe una relazione con la musicista Oksana Grigorieva. Si incontrarono nel 1995 mentre lei era impiegata come traduttrice per il produttore Nikita Michalkov. Dalton e Grigorieva ebbero insieme un figlio (nato nell'agosto 1997) di nome Alexander. Il loro rapporto terminò nel 2003.
Dalton è tuttora celibe e risiede tra Chiswick, Londra e West Hollywood in California. Possiede inoltre una casa a Saint John's in Antigua e Barbuda.

## Filmografia

### Cinema
- Il leone d'inverno (The Lion in Winter), regia di Anthony Harvey (1968)
- Cime tempestose (Wuthering Heights), regia di Robert Fuest (1970)
- Cromwell, regia di Ken Hughes (1970)
- Giuochi particolari, regia di Franco Indovina (1970)
- Maria Stuarda, regina di Scozia (Mary, Queen of Scots), regia di Charles Jarrott (1971)
- C.I.A. Criminal International Agency sezione sterminio (Permission to Kill), regia di Cyril Frankel (1975)
- Sextette, regia di Ken Hughes (1978)
- El hombre que supo amar, regia di Miguel Picazo (1978)
- Il segreto di Agatha Christie (Agatha), regia di Michael Apted (1979)
- Flash Gordon, regia di Mike Hodges (1980)
- Chanel Solitaire, regia di George Kaczender (1981)
- Il dottore e i diavoli (The Doctor and the Devils), regia di Freddie Francis (1985)
- 007 - Zona pericolo (The Living Daylights), regia di John Glen (1987)
- Hawks, regia di Robert Ellis Miller (1988)
- 007 - Vendetta privata (Licence to Kill), regia di John Glen (1989)
- Brenda Starr - L'avventura in prima pagina (Brenda Starr), regia di Robert Ellis Miller (1989)
- La puttana del re (La putain du roi), regia di Axel Corti (1990)
- Le avventure di Rocketeer (The Rocketeer), regia di Joe Johnston (1991)
- Vado a vivere a New York (Naked in New York), regia di Daniel Algrant (1995)
- Operazione Alce (Salt Water Moose), regia di Stuart Margolin (1996)
- L'amore è un trucco (The Beautician and the Beast), regia di Ken Kwapis (1997)
- Triplo inganno (Made men), regia di Louis Morneau (1999)
- The Reef, regia di Robert Allan Ackerman (1999)
- Se cucini, ti sposo (Time Share), regia di Sharon von Wietersheim (2000)
- Gli ultimi fuorilegge (American Outlaws), regia di Les Mayfield (2001)
- Looney Tunes: Back in Action, regia di Joe Dante (2003)
- Hot Fuzz, regia di Edgar Wright (2007)
- The Tourist, regia di Florian Henckel von Donnersmarck (2010)

### Televisione
- Troilus and Cressida, regia di Michael Croft, Bernard Hepton e Paul Hill - film TV (1966)
- Sat'day While Sunday - serie TV, 10 episodi (1967)
- The Three Princes, regia di Mark Cullingham - film TV (1968)
- Judge Dee - serie TV, 1 episodio (1969)
- Play of the Month - serie TV, 2 episodi (1970-1971)
- Colorado (Centennial), regia di Virgil W. Vogel e Paul Krasny - miniserie TV (1978-1979)
- Charlie's Angels – serie TV, episodio 4x06 (1979)
- Prigioniera d'amore (The Flame Is Love), regia di Michael O'Herlihy - film TV (1979)
- Jane Eyre, regia di Julian Amyes - miniserie TV (1983)
- Antonio e Cleopatra (Antony and Cleopatra), regia di Lawrence Carra - film TV (1983)
- Il signore di Ballantrae (The Master of Ballantrae), regia di Douglas Hickox - film TV (1984)
- La figlia di Mistral (Mistral's Daughter), regia di Kevin Connor - miniserie TV (1984)
- Florence Nightingale, regia di Daryl Duke - film TV (1985)
- Nel regno delle fiabe (Shelley Duvall's Faerie Tale Theatre) - serie TV, 1 episodio (1985)
- Peccati (Sins), regia di Douglas Hickox - miniserie TV (1986)
- I racconti della cripta (Tales from the Crypt) - serie TV, 1 episodio (1992)
- Framed - serie TV, 4 episodi (1992)
- Aquila rossa (Lie Down with Lions), regia di Jim Goddard - miniserie TV (1994)
- Rossella (Scarlett), regia di John Erman - miniserie TV (1994)
- The Informant, regia di Jim McBride - film TV (1997)
- Cleopatra, regia di Franc Roddam - miniserie TV (1999)
- Virus mortale (Possessed), regia di Steven E. de Souza - film TV (2000)
- Hercules, regia di Roger Young - miniserie TV (2005)
- Miss Marple (Agatha Christie's Marple) - serie TV, episodio 2x04 (2006)
- Unknown Sender - serie TV, 1 episodio (2008)
- Doctor Who - serie TV, 2 episodi (2009-2010)
- Chuck - serie TV, 6 episodi (2010-2011)
- Penny Dreadful - serie TV, 27 episodi (2014-2016)
- Doom Patrol - serie TV, 26 episodi (2019-2021)
- The Crown - serie TV, episodio 5x04 (2022)
- 1923 – serie TV, 9 episodi (2022-2025)

### Doppiatore
- Storie della mia infanzia (Stories from My Childhood) - serie TV, 1 episodio (1998)
- I racconti di Terramare (Gedo senki), regia di Gorō Miyazaki (2006)
- Toy Story 3 - La grande fuga (Toy Story 3), regia di Lee Unkrich (2010)
- Vacanze hawaiiane (Hawaiian Vacation), regia di Gary Rydstrom - cortometraggio (2010)
- Buzz a sorpresa (Small Fry), regia di Angus MacLane - cortometraggio (2011)
- Trilli e il segreto delle ali (Secret of the Wings), regia di Roberts Gannaway e Peggy Holmes (2012)
- Non c'è festa senza Rex (Partysaurus Rex), regia di Mark Walsh - cortometraggio (2012)
- Toy Story of Terror!, regia di Angus MacLane (2013)
- Toy Story: Tutto un altro mondo (Toy Story That Time Forgot), regia di Steve Purcell - cortometraggio (2014)
- Toy Story 4, regia di Josh Cooley (2019)

## Teatro
- Coriolano (Coriolanus, 1966)
- A Game Called Arthur (1966)
- Little Malcolm and his Struggle Against the Eunochs (1966)
- Il mercante di Venezia (The Merchant of Venice, 1966)
- Riccardo III (Richard III, 1966)
- Come vi piace (As You Like It, 1966)
- Pene d'amor perdute (Love's Labour's Lost, 1966)
- Il dilemma del dottore (The Doctor's Dilemma, 1966)
- Santa Giovanna (St. Joan, 1966)
- A Game Called Arthur (1971)
- Macbeth (1971)
- Re Lear (King Lear, 1972)
- Pene d'amor perdute (Love's Labour's Lost, 1972)
- Enrico V (Henry V, 1972)
- Romeo e Giulietta (Romeo and Juliet, 1972-1973)
- Pene d'amor perdute (Love's Labour's Lost, 1974)
- Enrico IV, parte I (Henry IV, Part 1, 1974)
- Enrico IV, parte II (Henry IV, Part 2, 1974)
- Enrico V (Henry V, 1975)
- The Samaritan (1975)
- The Vortex (1976)
- Black Comedy (1975)
- White Lies (1975)
- The Lunatic, the Lover and Poet (1977)
- The Romans (1977)
- Antonio e Cleopatra (Antony and Cleopatra, 1981)
- Enrico IV, parte I (Henry IV, Part 1, 1982)
- Enrico IV, parte II (Henry IV, Part 2, 1982)
- La bisbetica domata (The Taming of the Shrew, 1986)
- A Touch of the Poet (1988)
- Love Letters (1991)
- Pierino e il lupo (Peter and the Wolf, 1994)
- Star Crossed Lovers (1998)
- His Dark Materials (2003-2004)

## Doppiatori italiani
Nelle versioni in italiano dei suoi film, Timothy Dalton è stato doppiato da:
- Mario Cordova in Rossella, L'amore è un trucco, The Informant, Miss Marple, Doctor Who, Doom Patrol, 1923
- Michele Gammino in 007 - Zona pericolo, 007 - Vendetta privata, Le avventure di Rocketeer, Operazione Alce, The Tourist, Chuck
- Gino La Monica ne Il leone d'inverno, La figlia di Mistral, La puttana del re, Cleopatra, Hercules
- Pino Colizzi in Cime tempestose, Charlie's Angels, Il segreto di Agatha Christie
- Sergio Di Stefano in Cromwell, Peccati, Hot Fuzz
- Luca Ward in Aquila rossa, Se cucini, ti sposo
- Stefano De Sando ne Gli ultimi fuorilegge, Penny Dreadful
- Rino Bolognesi in Maria Stuarda, regina di Scozia
- Romano Ghini in Flash Gordon
- Orlando Mezzabotta ne I racconti della cripta
- Roberto Draghetti in Virus mortale
- Saverio Indrio in Looney Tunes: Back in Action
- Marco Balbi in The Crown

Nei prodotti nei quali ha partecipato come doppiatore, è stato sostituito da:
- Michele Kalamera in Toy Story 3 - La grande fuga, Vacanze hawaiiane, Buzz a sorpresa, Non c'è festa senza Rex, Toy Story of Terror!, Toy Story: Tutto un altro mondo
- Mario Cordova in Trilli e il segreto delle ali
- Luciano De Ambrosis in Toy Story 4